# The Warriors EP
The Warriors EP – pierwszy minialbum Ep amerykańskiego zespołu P.O.D. Wydany został w roku 1999.

## Lista utworów
1. "Intro" – 1:37
2. "Southtown" – 4:30
3. "Breathe Babylon" – 6:02
4. "Rosa Linda" – 1:42
5. "Draw the Line" – 3:14
6. "Full Color" – 5:53
7. "Sabbath" – 4:33

## Twórcy
- Wuv Bernardo -perkusja
- Sonny Sandoval -wokal
- Traa Daniels -bas
- Marcos Curiel – gitara